# انحصارگرایی دینی
انحصارگرایی دینی یا انحصارطلبی (exclusivism)، اعتقادی است که بر اساس آن تنها یک دین یا سیستم اعتقادی خاص درست است. این برخلاف پلورالیسم دینی است که معتقد است همه ادیان پاسخهای معتبری دربارهٔ وجود خدا ارائه می‌دهند و با انتخاب هرکدام از ادیان، می‌توان به رستگاری ابدی رسید.

## بودیسم
برخی تلاشها برای نشان دادن بودیسم در چارچوبی انحصاری با اشاره به این نکته صورت گرفته‌است که کسانی که آموزه‌های بودا، مانند مسیر هشتگانه را نمی‌پذیرند، مقدر است که چرخه رنج را از طریق تناسخ بی پایان تکرار کنند. در حالی که کسانی که در مسیر درست حرکت کرده‌اند، می‌توانند به روشن شدگی برسند. گروه‌های نئو بودایی گاهی سنت خود را مسیر درست برای رسیدن به روشن شدگی می‌دانند و تلاشهای تبلیغی زیادی برای تأثیرگذاری بر کسانی که آنها را در تاریکی می‌دانند، انجام می‌دهند. چندین فرقه مرتبط با بودیسم نیچیرن ممکن است در این دسته گنجانده شوند.
با این حال، بسیاری از پیروان ادیان شرقی انحصارگرا نیستند. به عنوان مثال، میلیون‌ها بودایی هستند که خود را پیرو کنفوسیوس یا تائوئیسم نیز می‌دانند.

## یهودیت
اکثر یهودیان معتقدند که خدای ابراهیم تنها خدای حقیقی است. یهودیان معتقدند خدای ابراهیم با اسرائیلیان باستان عهد بست و آنها را به عنوان قوم برگزیده خود انتخاب کرد و به آنها مأموریت داد تا توحید را گسترش دهند.

## مسیحیت
تعدادی از فرقه‌های مسیحی ادعا می‌کنند که آنها تنها نماینده کلیسای حقیقی هستند - کلیسایی که عیسی اختیار مأموریت بزرگ را به آن داد. کلیسای کاتولیک، کلیسای ارتدکس شرقی، ارتدوکس شرقی و کلیسای آشوری شرقی هر کدام خود را به عنوان تنها و تنها کلیسای اصلی معرفی می‌کنند. ادعای عنوان «تنها کلیسای واقعی» مربوط به اولین مورد از چهار علامت کلیسا است که در اعتقاد نامه نیقیه ذکر شده‌است: «کلیسای قدیسان کاتولیک». مفهوم تفرقه و تا حدودی ادعاهای رقابتی بین برخی کلیساها را تعدیل می‌کند - به‌طور بالقوه می‌توان شکاف را ترمیم کرد. به عنوان مثال، کلیساهای کاتولیک و ارتدکس شرقی هر کدام یکدیگر را به عنوان تفکیک گرا می‌دانند تا بدعت گذار.
جریان اصلی پروتستان همه مسیحیان غسل تعمید داده شده را اعضای کلیسای مسیحی می‌دانند. این اعتقاد گاهی با واژه الهیاتی " کلیسای نامرئی " نامیده می‌شود. برخی دیگر از مسیحیان، مانند آنگلیکن‌های کلیسای انگلیس و کاتولیک، از نسخه ای از نظریه شاخه حمایت می‌کنند که می‌آموزد کلیسای مسیحی واقعی شامل شاخه‌های آنگلیکن، ارتدکس شرقی، کاتولیک قدیمی، ارتدوکس شرقی، لوتری اسکاندیناوی و کاتولیک روم است.

## اسلام
مسلمانان معتقدند که اسلام ایمان اساسی و اصلی یا فطره است که به محمد وحی شد. مسلمانان بر این باورند که پیامها و مکاشفه‌های قبلی
تا حدی تغییر کرده یا تحریف شده‌است و قرآن را تغییرناپذیر و وحی نهایی خداوند می‌دانند. مفاهیم و اعمال دینی شامل پنج رکن اسلام است که مفاهیم اساسی و اصول هستند و قوانین اسلامی که تقریباً همه جنبه‌های زندگی و جامعه را در بر می‌گیرد و همه چیز را دربرمیگیرد، از بانکداری و رفاه گرفته تا جنگ و محیط زیست.
اسلام تاریخ خود را با نگرشی بسته نسبت به مشرکان آغازکرد اما نگرش بازی نسبت به یکتاپرستان، از جمله مسیحیان و یهودیان. معتقدان به یگانگی خداوند، مقام ذمی و حقوق خاصی اعطا شد، از جمله حق انجام آشکار ادیان خود و تحت فشار قرار نگرفتن برای پذیرش اسلام.
با این حال، در عمل، نه همدلی با یهودیان و مسیحیان و نه ستیزه‌جویی با «مشرکان» همیشه انجام نمی‌شد. مسیحیان تثلیث به دلیل احترام به نمادها به بت‌پرستی متهم شدند و بعضاً به دلیل آموزه‌های تثلیث و تجسم به عنوان مشرک شناخته می‌شدند. یهودیان به‌طور کلی بهتر از مسیحیان تحت حکومت اسلامی بودند. به یهودیان و مسیحیان در مقایسه با ادیان دیگر عمدتاً نگاه بهتری وجود دارد.